# Виолетта Виллас
Виоле́тта Ви́ллас (пол. Violetta Villas, настоящее имя Чесла́ва Мари́я Господа́рек, урождённая Це́сляк (пол. Czesława Maria Gospodarek (Cieślak)); 10 июня 1938, Льеж — 5 декабря 2011, Левин Клодзки) — польская певица и актриса, обладательница колоратурного сопрано. Её называли «голосом атомного века», «поющим тостом континента» и «польской Имой Сумак». Виллас исполняла песни на многих языках: польском, английском, французском, немецком, итальянском, русском, испанском и португальском.

## Биография
Виолетта Виллас родилась 10 июня 1938 года в Льеже, Бельгия, в семье шахтёра Болеслава Цесляка (1907—1960) и домохозяйки Жанны (1914—1985). Помимо Марии, в семье было ещё трое детей.
В 1948 году вся семья переехала в Польшу, в небольшой посёлок Левин Клодзки, где Виолетта начала учиться музыкальному искусству. В 1956 году поступила в Высшую государственную музыкальную школу в Щецине, где проучилась три года.
В декабре 1966 года Виллас стала первой певицей, когда-либо исполнявшей песни в отеле «Дюны» в городе Парадайз (Невада). За несколько лет она спела дуэтом с Фрэнком Синатрой, Полом Анкой, Барброй Стрейзанд, Шарлем Азнавуром, Сэмми Дэвисом-младшим, Эртой Китт и Дином Мартином.
Виолетта Виллас также много играла в театре. Её дебют в качестве актрисы состоялся в 1978 году, когда она появилась на сцене Гранд-театра в Лодзи в музыкальном спектакле Kochajmy się. С 1979 по 1988 год Виллас была задействована почти во всех спектаклях театра «Сирен» в Варшаве.
В феврале 2011 года певица заявила, что покидает сцену и тогда же была удостоена звания «Заслуженный работник культуры Республики Польша». За всё время своей музыкальной деятельности певица издала более 30 альбомов и исполнила около 50 песен.
Скончалась 5 декабря 2011 года в Левин Клодзки, Польша.

### Личная жизнь
Виолетта Виллас была замужем два раза:
- за лейтенантом Борисом Господареком (1954—1956; есть сын Кшиштоф)
- за бизнесменом и миллионером Тедом Ковальчиком (январь 1988—декабрь 1988)[6]

Виллас вышла замуж за лейтенанта Бориса Господарека в 16 лет и родила ему сына Кшиштофа. Развод состоялся двумя годами позже — в сентябре 1956 года. Певица признавалась, что никогда не любила лейтенанта и вышла за него замуж только из-за давления со стороны своих родителей.
В 1987 году Виолетта Виллас познакомилась с бизнесменом и миллионером Тедом Ковальчиком, замуж за которого вышла 6 января 1988 года в Чикаго. Супруги не прожили и года — в декабре певица подала на развод. Она давала много интервью по этому поводу и в одном из них сказала: «Я совершила ошибку, которую быстро осознала».

## Дискография
| - 1962 — Rendez-vous with Violetta Villas - 1966 — Violetta Villas - 1967 — Violetta Villas переиздание - 1968 — For you my darling - 1968 — About Love… - 1977 — There is no love without jealousy - 1985 — Las Vegas - 1986 — Violetta Villas переиздание - 1992 — The most beautiful Christmas carols - 1996 — Daddy 2 - 1997 — Christmas carols - 1997 — Villas sings Christmas carols - 2001 — When Jesus Christus was born… - 2001 — Violetta Villas переиздание - 2001 — There is no love without jealousy переиздание - 2001 — For you my darling переиздание - 2003 — Valentine hits - 2004 — Christmas carols from heart - 2008 — To comfort the heart and warmth the soul - 2009 — The most beautiful Christmas carols переиздание - 1980 — Old hits - 1987 — The greatest hits - 1992 — For you my darling - 1992 — The best of - 1995 — Violetta Villas — gold hits - 1996 — Gold hits - 1996 — Only to you - 1997 — I am what i am - 1998 — Platinum collection - 2000 — Gold hits - 2003 — To you, mother - 2003 — Magic memories - 2009 — From the Polish Radio archive - 2010 — 40 Violetta Villas songs | - 1961 — «I don’t believe you» - 1961 — «Such a frost» - 1961 — «I don’t make it» - 1961 — «For you my darling» - 1961 — «Red Marianna» - 1961 — «Secret» - 1962 — «Get married, Johny!» - 1962 — «Cuckoo clock» - 1962 — «It speak maracas» - 1962 — «Look straight into my eyes» - 1962 — «When Allah goes» - 1962 — «Ali alo» - 1963 — «Fan» - 1964 — «To you, mother» - 1964 — «Joseph» - 1964 — «The love begins with a smile» - 1964 — «There is a time for love» - 1964 — «Is not» - 1978 — «For mum» - 1986 — «Mundial’86» - 1987 — «The pine from my dream» - 1987 — «Take me from Barcelona» - 1987 — «Everywhere you go» - 1987 — «The wild woman» - 1962 — «Do you like to dance?» - 1964 — «There is a time for love» - 1964 — «Forty chesnut-trees» - 1964 — «Recalling Masuria» - 1965 — «Mamma» - 1965 — «I will travel to you» - 1965 — «To you, mother» - 1968 — «It’s raining in Zakopane» - 1970 — «I returned to you» - 1972 — «There is no love without jealousy» |